# الإدارة المدنية السوفيتية
عملت الإدارة المدنية السوفيتية كحكومة محتلة لشمال شبه جزيرة كوريا من 3 أكتوبر 1945 حتى تأسيس جمهورية كوريا الشعبية الديمقراطية في عام 1948 مع أنها حكمت بشكل متزامن بعد إنشاء اللجنة الشعبية المؤقتة لكوريا الشمالية في عام 1946. لقد كان الهيكل الإداري الذي استخدمه الاتحاد السوفيتي يحكم ما سيصبح كوريا الشمالية بعد تقسيم كوريا. كان تيريني شتيكوف المؤيد الرئيسي لإنشاء هيكل مركزي لتنسيق اللجان الشعبية الكورية. تمت التوصية بالإعداد رسميًا من قبل الجنرال إيفان تشيستياكوف برئاسة الجنرال أندريه رومانينكو في عام 1945 والجنرال نيكولاي ليبيديف في عام 1946.